# Mutuelle générale des fonctionnaires et agents de l'État
La Mutuelle générale des fonctionnaires et agents de l'État de Côte d'Ivoire (MUGEF-CI) a pour mission essentielle de contribuer à l'amélioration des conditions de vie de ses membres et de leur famille au moyen d'un système d'entraide et de solidarité tendant à réparer les risques sociaux.

## Historique
La Mutuelle générale des fonctionnaires et agents de l'État de Côte d'Ivoire est créée en août 1973 sous la forme d'une direction du Ministère de la fonction publique. En octobre 1989, à la demande générale des syndicats de fonctionnaires, l'État ivoirien se désengage de la gestion de la MUGEF-CI et confie celle-ci aux fonctionnaires.

## Prestations
Hormis le régime de base qui consiste en la prise en charge des frais pharmaceutiques, de soins et prothèses dentaires et d'optique, la Mutuelle générale des fonctionnaires et agents de l'État de Côte d'Ivoire offre à ses membres deux régimes complémentaires.
Le premier, « Ivoir'Santé », est porté spécifiquement sur la couverture médicale (consultations, examens radiologiques, octroi de forfaits pour les accouchements, hospitalisations). Les bénéficiaires en sont les adhérents ainsi que dix personnes au maximum de leurs familles respectives. Ils obtiennent le remboursement de 80 % de leurs frais lorsqu'ils ont été traités dans les structures sanitaires privées et 100 % de ceux-ci lorsqu'ils ont été pris en charge dans des formations sanitaires et des centres hospitaliers publics agréés.
Le second régime complémentaire, « Ivoir'prévoyance » est plutôt consacré aux cas de décès. Les bénéficiaires qui sont également les adhérents et au maximum dix membres de leurs familles respectives peuvent obtenir en cas de sinistre, un capital décès/invalidité de 2 000 000 FCFA et la prise en charge des frais funéraires à hauteur de 500 000 FCFA.

## Implantation
La Mutuelle générale des fonctionnaires et agents de l'État de Côte d'Ivoire dispose d'un réseau de Medécins dans les formations sanitaires et centres hospitaliers publics, aussi bien dans chacune des dix communes d'Abidjan, que dans les chefs lieux de départements de l'intérieur du pays. Depuis la date de sa création, la Mutuelle générale des fonctionnaires et agents de l'État de Côte d'Ivoire a progressivement procédé à une ramification spatiale en implantant au total neuf délégations régionales effectivement opérationnelles à Aboisso, Abengourou, Bondoukou, Daloa, Daoukro, Divo, Gagnoa, San-pédro et Yamoussoukro.